# همسر خوب (مجموعه تلویزیونی کره جنوبی)
همسر خوب (کره‌ای: 굿 와이프) یک مجموعه تلویزیونی محصول کره جنوبی در سال ۲۰۱۶ با بازی جون دو یون، یو جی ته و یون که سانگ است. این مجموعه بازخلق مجموعه تلویزیونی آمریکایی با همین نام است که از سال ۲۰۰۹ تا ۲۰۱۶ از سی‌بی‌اس پخش شد. همسر خوب از ۸ ژوئیه تا ۲۷ اوت ۲۰۱۶، روزهای جمعه و شنبه ساعت ۲۰:۳۰ (کی‌اس‌تی) از تی‌وی‌ان برای ۱۶ قسمت پخش شد.